# Uncharted: Pogoń za fortuną
Uncharted: Pogoń za fortuną (ang. Uncharted: Fight for Fortune) – turowa komputerowa gra karciana z elementami gry przygodowej i akcji, wyprodukowana przez Bend Studio współpracujące z One Loop Games oraz Naughty Dog. Gra została wydana przez Sony Computer Entertainment 4 grudnia 2012 w Ameryce Północnej, a dzień później – w Europie; ukazała się na konsolę przenośną PlayStation Vita wyłącznie w dystrybucji cyfrowej poprzez PlayStation Store.

## Rozgrywka
Gra nie posiada fabuły, ale tryby rozgrywki dla jednego lub dwóch graczy. W przypadku, gdy gracz wybiera jednoosobową rozgrywkę to jego przeciwnik jest sterowany przez konsolę. Gra wieloosobowa odbywa się przez internet za pośrednictwem usługi PlayStation Network. W grze zawarta jest także kampania jednoosobowa, nazwana „Łowca fortuny”. Składa się ona z szeregu pojedynków z postaciami z gry Uncharted: Złota Otchłań. Każde zwycięstwo w tym trybie odblokowuje nową kartę, tło lub inny dodatek. 
Rozpoczynając rozgrywkę gracz ma do dyspozycji talię kart. Każda karta należy do jednej z trzech kategorii kart: postaci, zasobów, lub fortuny. Rozgrywka odbywa się turowo i rozpoczyna ją wyłożenie jednej z postaci należącej do grupy: bohaterów, złoczyńców lub najemników z uniwersum serii Uncharted. Każda postać ma przypisaną liczbę punktów życia oraz siłę ataku. Gracz wykłada kartę na jedno z pięciu miejsc. Jeżeli przeciwnik w swojej turze nie zablokuje jej inną jednostką to cios zostaje zadany bezpośrednio drugiemu graczowi. Jednak jeżeli oponent wyłoży kartę blokującą atak, to karty walczą między sobą. W trakcie walki kart, gracze mogą zwiększać statystyki postaci przy pomocy kart zasobów, które dodają premie do ataku lub życia. Każde ulepszenie należy opłacić kartami fortuny. W trakcie każdej tury gracz losuje jedną z trzech wystawionych przez konsole kart fortuny.
Skarby i trofea zdobyte w Uncharted: Złota Otchłań są odczytywane z plików zapisów gier na konsoli i mają wpływ na ulepszanie wybranych kart w Pogoni za fortuną.

## Produkcja
7 listopada 2012 roku na stronie Office of Film and Literature Classification, czyli australijskiej organizacji zajmującej się przyznawaniem kategorii wiekowych grom pojawiła się informacja o sklasyfikowaniu Uncharted: Fight for Fortune. Przyznano jej ocenę G, czyli bez ograniczeń wiekowych, co do tej pory nie było spotykane wśród gier z serii Uncharted. Tego samego dnia gra została sklasyfikowana także przez brazylijski odpowiednik Office of Film and Literature Classification. Z informacji zamieszczonych na stronie organizacji można było dowiedzieć się, że gra będzie przeznaczona na konsolę PlayStation Vita oraz będzie komputerową grą karcianą.
19 listopada 2012 roku oficjalnie zapowiedziano grę na europejskim blogu PlayStation. Zaprezentowano pierwszy zwiastun gry, ustalono datę gry na grudzień 2012 roku oraz ukazano pierwsze szczegóły mechaniki gry. 4 grudnia 2012 roku gra miała swoją premierę w amerykańskim PlayStation Store, a dzień później w europejskim.

## DLC
12 grudnia 2012 roku w Europie wydano dwa dodatki DLC do Uncharted: Pogoń za fortuną: 
- Pakiet Uncharted 2: Among Thieves – zawiera nową kampanię inspirowaną wydarzeniami z drugiej części serii[3], 12 kart postaci (Pema, operator Jeff, Chloe Frazer, Karl Schafer, Tenzin, Harry Flynn, Zorskel, Tetram, Dragan, Draza, strażnicy i Zoran Lazarevic), które można dodać do frakcji w trybie Łowcy fortuny oraz dodatkowe karty do biblioteki kart gracza (13 kart frakcji, 2 karty fortuny i 17 kart zasobów)[12].
- Pakiet Uncharted 3: Oszustwo Drake’a – zawiera nową kampanię inspirowaną wydarzeniami z trzeciej części serii[3], 8 kart postaci (Charlie Cutter, Victor Sullivan, Salim, Nathan Drake, Rameses, Chloe Frazer, Talbot i Kathrine Marlowe), które można dodać do frakcji w trybie Łowcy fortuny oraz dodatkowe karty do biblioteki kart gracza (7 kart frakcji i 13 kart zasobów)[13].

Tego samego dnia w PlayStation Store pojawiła się także Kompletna edycja Uncharted: Pogoń za Fortuną zawierająca podstawową wersję gry oraz oba dodatki.

## Odbiór gry
Uncharted: Pogoń za fortuną została odebrana przez krytyków gier komputerowych jako przeciętna produkcja, zyskując średnią ocen 65,87% na GameRankings na podstawie 15 recenzji i 67/100 na Metacritic na podstawie 25 recenzji. Colin Moriarity z serwisu IGN stwierdził, że pomimo niekonsekwentnego AI, problemów z balansem, matchmakingiem oraz częstych wiadomości o błędzie połączenia to gra dostarcza dużo zabawy i może spodobać się fanom Magic: The Gathering. Ponadto według niego nauczenie się zasad gry jest proste, a sama rozgrywka jest bardzo głęboka i satysfakcjonująca. Jako zalety gry krytyk wymienił także liczbę kart, trofeów itp. do zdobycia lub odblokowania. Krytyczną opinię wobec trybu rozgrywki wieloosobowej wyraził także Louise Blain z brytyjskiego Official PlayStation Magazine, który napisał, że ten aspekt gry jest niedopracowany i rozgrywka z innymi graczami przysparza wielu problemów. Jednak według niego gra jest nowym sposobem na interakcję z serią Uncharted, a Bend Studio wyprodukowało dobry spin-off. Recenzent polskiego oddziału serwisu Eurogamer stwierdził, że jest to solidna, długa i dobrze przemyślana gra karciana, która jest idealnym przerywnikiem pomiędzy sesjami w innych grach. Zauważył on także niezbyt dopracowaną sztuczną inteligencję, która często zapewnia sobie zwycięstwo dzięki silnej talii, a nie po przeprowadzeniu ciągu logicznych decyzji.